# Marco Amherd
Marco Amherd (* 25. Juli 1988 in Visp) ist ein Schweizer Dirigent, Chorleiter, Organist und Intendant des «Davos Festivals».

## Ausbildung
Marco Amherd wuchs in Gampel auf und machte 2008 am Lycée-collège de la Planta in Sion die Matura. Anschliessend studierte er bis 2011 Orgel an der Zürcher Hochschule der Künste (ZHdK) und parallel dazu bis 2012 Volkswirtschaftslehre an der Universität Zürich. Von 2011 bis 2012 studierte er am Centre d’études supérieures de musique et de danse de Toulouse (CESMD). 2013 schloss er das Studium mit einem Master in Kirchenmusik (Orgel) an der ZHdK ab, gefolgt von einem Master in Chorleitung 2015. Ausserdem verfügt Marco Amherd über ein Solistendiplom der Hochschule für Musik Freiburg im Breisgau sowie einen Master in Musikpädagogik der ZHdK. Von 2016 bis 2018 war er Stipendiat des Förderprogrammes Forum Dirigieren des Deutschen Musikrates und arbeitete mit dem NDR Vokalensemble, dem WDR Rundfunkchor, dem Sächsischen Staatsopernchor und dem Kammerchor Saarbrücken.

## Beruflicher Werdegang
Von 2015 bis 2020 war Marco Amherd Leiter des Barockensembles «Pícaro». Seit 2015 leitet er das «Vokalensemble Zürich West» und den «Jungen Kammerchor Zürich». Das «Vokalensemble Zürich West» steuerte 2019 im Kinofilm «Zwingli» von Stefan Haupt die Chormusik bei und ist auf der 2022 entstandenen CD «Zitsammläri» der Mundartsängerin Sina zu hören.
Marco Amherd ist ausserdem Dozent für Chorleitung an der ZHdK und ab Herbst 2025 Hauptfachdozent für Chorleitung an der Hochschule Luzern (HSLU) sowie Mitglied der Musikkommission der Stadt Zürich.
2018 gründete und seither leitet Marco Amherd das «Schweizer Vokalconsort». Das Ensemble besteht aus professionellen Sängerinnen und Sängern, veranstaltet Konzerte mit einem Fokus auf Raritäten und schafft eine Verbindung zwischen Alter Musik und zeitgenössischen Werken.
Seit 2019 ist Marco Amherd zudem Intendant des «Davos Festivals». An dem jeweils zweiwöchigen Kammermusikfestival im August treten junge talentierte Musikerinnen und Musiker auf. Es stellt sich mit neuen Inhalten und innovativen Formaten den Herausforderungen des klassischen Konzertes.
2022 leitete Marco Amherd den «EuroChoir» zusammen mit dem israelischen Dirigenten Yuval Weinberg und im Juli 2024 mit der bulgarischen Dirigentin Donka Miteva. 2024 übernahm er zudem die Einstudierung von Monteverdis L’Orfeo mit der «Zürcher Sing-Akademie» für das Freiburger Barockorchester mit René Jacobs und für das Opernhaus Zürich mit Ottavio Dantone.

## Preise und Auszeichnungen
- 2011: Joseph Auchter Förderpreis
- 2014: Stipendium der Madeleine Dubuis Stiftung
- 2015: 2. Preis am Internationalen Mendelssohn-Wettbewerb in Aarau (Orgel)
- 2015: 2. Preis und Prix Collard am Wettbewerb der Kiefer Hablitzel Stiftung (Orgel)
- 2016: 2. Preis am internationalen Kurt-Bossler-Wettbewerb in Freiburg (Orgel)
- 2017: 1. Preis Schweizer Chorwettbewerb (Vokalensemble Zürich West)
- 2017: 3. Preis Silbermann Wettbewerb Freiberg (Orgel)
- 2018: 1. Preis und Publikumspreis Montreux Choral Festival
- 2018: 2. Preis Bach Wettbewerb Wiesbaden (Orgel)
- 2018: 2. Preis am internationalen Busan Choral Festival in Südkorea (Jugendchor Zürich)
- 2022: 1. Preis Chorwettbewerb Flandern (Vokalensemble Zürich West)
- 2022: 1. Preis Chorwettbewerb Lucca und Preis für das beste Dirigat (Jugendchor Zürich)
- 2024: 2. Preis Schweizer Chorwettbewerb (Vokalensemble Zürich West)